# الدوري التشيلي لكرة القدم 1955
الدوري التشيلي لكرة القدم 1955 (بالإسبانية: Primera División de Chile 1955)‏ هو الموسم 23 من الدوري التشيلي لكرة القدم. كان عدد الأندية المشاركة فيه 14، وفاز فيه نادي بالستينو.